# Peter le Page Renouf
Sir Peter (Pierre) le Page Renouf, född 23 augusti 1822 på Guernsey, död 14 oktober 1897 i London, var en brittisk egyptolog och språkforskare.
Renouf studerade i Oxford företrädesvis språk och filosofi och kallades 1855 till professor vid romersk-katolska universitetet i Dublin med skyldighet att föreläsa såväl österländska språk som de gamla folkens historia. Nio år senare blev han inspektör över de brittiska undervisningsverken och var 1886-91 chef för den egyptiska avdelningen i British Museum. Han upphöjdes 1896 i adligt stånd.
Renouf författade en stor mängd uppsatser och avhandlingar i egyptologi, av vilka de främsta publicerades i tyska tidskrifter. Hans 1879 i London hållna populära föreläsningar över Egyptens fornreligion, som sedan utkom i tryck, översattes till svenska ("Om Ägyptens fornreligion", 1881). Han skrev dessutom en Egyptian Grammar (tredje upplagan 1893) och påbörjade i Society of Biblical Archeology's "Proceedings" en översättning av De dödas bok, som vid hans död var ofullbordad. Han skrev även många filosofiska och kyrkohistoriska uppsatser i "Home and Foreign Review" och "North British Review".